# Susarros
Los Susarros fueron un pueblo de los Astures que ocuparon el valle del alto Sil. Entre las pruebas de su existencia se encuentra La Tabla de Folgoso de Caurel, (también llamada Tabla de hospitalidad de O Caurel), y el Edicto del Bierzo (también conocido por Bronce de Bembibre), un edicto del Emperador Augusto del año 15 A.c. donde este les otorgaba inmunidad (fiscal) perpetua como premio a su fidelidad.
Su filiación étnica quedaría definida por su inclusión en los llamados pueblos celtas del occidente de Hispania, lo que puede concluirse de los indicios lingüísticos presentes en antropónimos y etnónimos de la zona (Moralejo; Búa). No obstante, no han faltado autores que -contra la doctrina consagrada- han buscado en los Susarros un lejano origen etrusco.

## Territorio
Su territorio estaría situado en torno a la civitas de Paemeiobriga (descubierta su existencia gracias al Edicto del Bierzo) en los alrededores de Bembibre en la ribera izquierda del río Sil, posiblemente en la ubicación actual de San Román de Bembibre. Se ha discutido si este territorio de Paemeiobriga se corresponde con el de la ciudad romana de Interamnium Flavium  y que por tanto, podría tratarse de una latinización del nombre del mismo lugar. Sin embargo, algunos autores sostienen que se trata de dos territorios distintos, situando a Interamnium, en el territorio de Noceda del Bierzo, a unos 13 km al nornoreste de Bembibre.
Otras posibles localizaciones de Interamnium son: cerca de Almazcara  (en el Castro Murielas según Tomás Mañanes), en Onamio y Ponferrada (en lo que hoy es el Castillo de Ponferrada y en las cercanías de la desembocadura del río Boeza en el río Sil). Sea como fuese su localización es segura en la mitad Este de El Bierzo.

## Organización política
Políticamente los Susarros siguieron, al igual que los Galaicos, el sistema de organización política celta basado en «castella», frente al de gens o gentilitas de sus vecinos más orientales. Para Julio Mangas, en el ámbito astur la llamada C invertida puede expresar tanto el término «castellum» como «castellani».
- Tillegus Ambati f (ilius) Susarrus C<--(castello) Aiobrigiaeco (Folgoso do Courel, Lugo)
- Iovi C<--(castellani) Queledini (Ponferrada, León)
- castellanos Paemeiobrigenses ex gente Susarrorum (Bembibre, León)
- Deae Cenduediae sacrum castellani (Bembibre, León)

Conocemos por tanto a través de la epigrafía, tres castella pertenecientes a los Susarros. A saber: Paemeiobriga, Aliobriga (originariamente Gigurro) y Queledum, o tal vez Queledi.

## Religión
Sabemos que rendían culto a la diosa Navia por una inscripción encontrada en Folgoso de la Ribera.  
- Naviae D / (…) P P R

Otras inscripciones, sin embargo, deben ser puestas en duda, y atribuibles a posibles inmigraciones relacionadas con los movimientos de población de la industria minera del oro. Un ejemplo sería la famosa ara en honor de una tal diosa Degantia hallada en Cacabelos, ofrecida por una nativa de Uxama Argaela (Soria).
- Deae Degant(...) Flavia Flavi in honorem Argaelorum fecit libens ex voto

Aparentemente esta inscripción, hablaría no solo del culto de los Susarros a esta divinidad, sino también de la inclusión dentro de este pueblo, de una gente o gentilidad de los Argaelos. Sin embargo, y en palabras del profesor Juan C. Olivares Pedreño:
“Otros casos de desplazamientos de población y difusión de cultos hacia zonas mineras tienen que ver, precisamente, con la región que nos ocupa: El Bierzo. En Cacabelos fue hallada una placa votiva que se dedicó a una deidad llamada Degantia por una mujer, Flavia. El motivo de la ofrenda es lo que la hace más interesante desde la perspectiva que venimos planteando, ya que se ofreció in honorem Argael. Esta mención debe referirse a Uxama Argaela (Osma, Soria) y, en concreto, a unos Argaeli que estaban radicados en el área del actual Cacabelos. A éstos se les honraba, probablemente, haciendo la ofrenda a su diosa patria, Degantia. Esta hipótesis parece reforzarse con el hallazgo reciente de una ofrenda votiva en el Alto del Castro (Osma) en la que se lee Deae [...]nt[e]. Además, también está demostrada la presencia de inmigrantes uxamenses en las regiones de Astorga y León.”
Siguiendo con esta hipótesis; a saber, que hubo una migración de grupos hacia las regiones mineras de El Bierzo y, paralelamente, una difusión en ellas de los cultos de origen de dichos inmigrantes, Olivares atribuye también a movimientos de población galaica la introducción del culto al dios Cosso (Cossue en dativo indígena) del que en territorio susarro se han hallado hasta seis inscripciones, con los siguientes epítetos:
- Cossue Tue(…)aeo Pa(…)mei /
- Deo Domino Cossuae Segidiaeco /
- Cossue Udunnaeco /
- Cossue Udunaeo Itilienue /
- Cossuae Nedoledio /
- Cossue Nidoiedio /
- Cossue Locius? Pacatianus

Sin embargo, tan elevado número de inscripciones en un espacio tan definido, hizo pensar que se trata de un culto autóctono del pueblo Susarro, sobre manera si tenemos en consideración, que en ninguna de las ofrendas a Cosso se menciona el origo del dedicante, como cabría esperar si nos encontrásemos ante personas de origen foráneo, y como así confirma la epigrafía galaica en territorio astur, donde siempre se tiene especial cuidado en especificar el pueblo y castro de origen. Pero hay constancia del culto a este dios entre los Gigurros (Conso en una forma más primitiva) que los emparenta con los Susarros del norte.
- Conso / S[- - -]ensi / P(ublius) Arquius / Clemens / Gigurrus 	(León, El Bierzo, Puente de Domingo Flórez)[7]

A ello habría de sumarse, como admite el propio Olivares, que las formas teonímicas registradas en El Bierzo son más complejas (Prósper, 2002, 238) y que su terminación de dativo es de carácter indígena (Búa, 2003, 162-163) mientras que las galaicas son más simples o con terminación de dativo latina, lo que podría indicar, que las formas de El Bierzo son anteriores desde un punto de vista evolutivo. En fin, el problema no reside tanto en la evidencia del culto a Cosso entre los Astures noroccidentales, como la ausencia del mismo culto entre los Callaecos del este (Seurros y Lemavos).